# Puckaster
Puckaster – osada w Anglii, na wyspie Wight. Leży 14 km na południe od miasta Newport i 131 km na południowy zachód od Londynu.